# ISO 3166-2:CI
ISO 3166-2:CI is een ISO-standaard met betrekking tot de zogenaamde geocodes. Het is een subset van de ISO 3166-2 tabel, die specifiek betrekking heeft op Ivoorkust.
De gegevens werden tot op 15 november 2016 geüpdatet op het ISO Online Browsing Platform (OBP). Hier worden 2 autonome districten - autonomous district (en) / district autonome (fr) - en 12 districten - district (en) / district (fr) - gedefinieerd.
Volgens de eerste set, ISO 3166-1, staat CI voor Ivoorkust, het tweede gedeelte is een code van twee letters.

## Codes
| Code  | Naam               | Categorie         |
| ----- | ------------------ | ----------------- |
| CI-AB | Abidjan            | autonoom district |
| CI-BS | Bas-Sassandra      | district          |
| CI-CM | Comoé              | district          |
| CI-DN | Denguélé           | district          |
| CI-GD | Gôh-Djiboua        | district          |
| CI-LC | Lacs               | district          |
| CI-LG | Lagunes            | district          |
| CI-MG | Montagnes          | district          |
| CI-SM | Sassandra-Marahoué | district          |
| CI-SV | Savanes            | district          |
| CI-VB | Vallée du Bandama  | district          |
| CI-WR | Woroba             | district          |
| CI-YM | Yamoussoukro       | autonoom district |
| CI-ZZ | Zanzan             | district          |